# Emms Family Award
Der Emms Family Award ist eine Auszeichnung der Ontario Hockey League. Er wird seit Ende der Saison 1972/73 jährlich an den besten Rookie der Liga vergeben. Der Sieger nimmt seit 1988 auch an der Wahl zum CHL Rookie of the Year teil.
Die Trophäe wurde von Leighton „Hap“ Emms gestiftet, der in den 1950er und 1960er Jahren als Trainer vier Memorial-Cup-Gewinne erreichen konnte.

## Gewinner
Erläuterungen: Farblich unterlegte Spieler haben im selben Jahr den CHL Rookie of the Year Award gewonnen.
| Jahr    | Spieler             | Team                        |
| ------- | ------------------- | --------------------------- |
| 2024/25 | Pierce Mbuyi        | Owen Sound Attack           |
| 2023/24 | Jake O’Brien        | Brantford Bulldogs          |
| 2022/23 | Michael Misa        | Saginaw Spirit              |
| 2021/22 | Cam Allen           | Guelph Storm                |
| 2020/21 | nicht vergeben      | nicht vergeben              |
| 2019/20 | Shane Wright        | Kingston Frontenacs         |
| 2018/19 | Quinton Byfield     | Sudbury Wolves              |
| 2017/18 | Andrei Swetschnikow | Barrie Colts                |
| 2016/17 | Ryan Merkley        | Guelph Storm                |
| 2015/16 | Alexander Nylander  | Mississauga Steelheads      |
| 2014/15 | Alex DeBrincat      | Erie Otters                 |
| 2013/14 | Travis Konecny      | Ottawa 67’s                 |
| 2012/13 | Connor McDavid      | Erie Otters                 |
| 2011/12 | Aaron Ekblad        | Barrie Colts                |
| 2010/11 | Nail Jakupow        | Sarnia Sting                |
| 2009/10 | Matt Puempel        | Peterborough Petes          |
| 2008/09 | Jewgeni Gratschow   | Brampton Battalion          |
| 2007/08 | Taylor Hall         | Windsor Spitfires           |
| 2006/07 | Patrick Kane        | London Knights              |
| 2005/06 | John Tavares        | Oshawa Generals             |
| 2004/05 | Benoît Pouliot      | Sudbury Wolves              |
| 2003/04 | Bryan Little        | Barrie Colts                |
| 2002/03 | Rob Schremp         | Mississauga IceDogs         |
| 2001/02 | Patrick O’Sullivan  | Mississauga IceDogs         |
| 2000/01 | Rick Nash           | London Knights              |
| 1999/00 | Derek Roy           | Kitchener Rangers           |
| 1998/99 | Sheldon Keefe       | Barrie Colts                |
| 1997/98 | David Legwand       | Plymouth Whalers            |
| 1996/97 | Peter Sarno         | Windsor Spitfires           |
| 1995/96 | Joe Thornton        | Sault Ste. Marie Greyhounds |
| 1994/95 | Bryan Berard        | Detroit Junior Red Wings    |
| 1993/94 | Witali Jatschmenjow | North Bay Centennials       |
| 1992/93 | Jeff O’Neill        | Guelph Storm                |
| 1991/92 | Chris Gratton       | Kingston Frontenacs         |
| 1990/91 | Cory Stillman       | Windsor Spitfires           |
| 1989/90 | Chris Longo         | Peterborough Petes          |
| 1988/89 | Owen Nolan          | Cornwall Royals             |
| 1987/88 | Rick Corriveau      | London Knights              |
| 1986/87 | Andrew Cassels      | Ottawa 67’s                 |
| 1985/86 | Lonnie Loach        | Guelph Platers              |
| 1984/85 | Derek King          | Sault Ste. Marie Greyhounds |
| 1983/84 | Shawn Burr          | Kitchener Rangers           |
| 1982/83 | Bruce Cassidy       | Ottawa 67’s                 |
| 1981/82 | Pat Verbeek         | Sudbury Wolves              |
| 1980/81 | Tony Tanti          | Oshawa Generals             |
| 1979/80 | Bruce Dowie         | Toronto Marlboros           |
| 1978/79 | John Goodwin        | Sault Ste. Marie Greyhounds |
| 1977/78 | Wayne Gretzky       | Sault Ste. Marie Greyhounds |
| 1976/77 | Mike Gartner        | Niagara Falls Flyers        |
| 1975/76 | John Tavella        | Sault Ste. Marie Greyhounds |
| 1974/75 | Danny Shearer       | Hamilton Fincups            |
| 1973/74 | Jack Valiquette     | Sault Ste. Marie Greyhounds |
| 1972/73 | Dennis Maruk        | London Knights              |